# Isländische Fußballmeisterschaft 1926
Die isländische Fußballmeisterschaft 1926 war die 15. Spielzeit der höchsten isländischen Fußballliga.
Zum ersten Mal nahmen fünf Mannschaften am Wettbewerb teil. Der Titel ging zum bisher dritten Mal an den KR Reykjavík.

## Tabelle
| Pl. | Verein             | Sp. | S | U | N | Tore    | Quote | Punkte |
| --- | ------------------ | --- | - | - | - | ------- | ----- | ------ |
| 1.  | KR Reykjavík       | 4   | 3 | 1 | 0 | 017:600 | 2,83  | 07:10  |
| 1.  | Fram Reykjavík (M) | 4   | 3 | 1 | 0 | 007:400 | 1,75  | 07:10  |
| 3.  | Víkingur Reykjavík | 4   | 2 | 0 | 2 | 009:600 | 1,50  | 04:40  |
| 4.  | ÍB Vestmannaeyja   | 4   | 0 | 1 | 3 | 009:170 | 0,53  | 01:70  |
| 5.  | Valur Reykjavík    | 4   | 0 | 1 | 3 | 008:170 | 0,47  | 01:70  |

| (M) | amtierender isländischer Meister |

### Kreuztabelle
Die Kreuztabelle stellt die Ergebnisse aller Spiele dieser Saison dar. Die Heimmannschaft ist in der ersten Spalte aufgelistet, die Gastmannschaft in der obersten Reihe. Die Ergebnisse sind immer aus Sicht der Heimmannschaft angegeben.
| 1926               | Fram Reykjavík | KR Reykjavík |     | Víkingur Reykjavík | ÍB Vestmannaeyja |
| Fram Reykjavík     |                | 2:2          | 2:1 | 1:0                | 2:1              |
| KR Reykjavík       | –              |              | 6:1 | 3:1                | 6:2              |
| Valur Reykjavík    | –              | –            |     | 1:4                | 5:5              |
| Víkingur Reykjavík | –              | –            | –   |                    | 4:1              |
| ÍB Vestmannaeyja   | –              | –            | –   | –                  |                  |

## Finale
Die beiden punktegleichen besten Mannschaften des Grunddurchgangs spielten in einem Finale um den Meistertitel:
| Paarung  | KR Reykjavík – Fram Reykjavík |
| Ergebnis | 8:2                           |
| Tore     | keine                         |